# U.S.D. Real Forte dei Marmi-Querceta
Unione Sportiva Dilettantistica Real Forte dei Marmi-Querceta, thường được gọi là Real Forte Querceta, là một câu lạc bộ bóng đá Ý có trụ sở tại Forte dei Marmi, Tuscany. Màu sắc của đội là đen và xanh dương.
Câu lạc bộ ra đời vào năm 2012 khi sáp nhập USD Forte dei Marmi và Querceta Calcio từ Querceta, một frazione của thị trấn lân cận Seravezza.

## Quản lý cũ đáng chú ý
- liên_kết=|viền Silvio Baldini (1990-91)